# Luis Salvador Razo
Luis Razo (Irapuato, Guanajuato; 6 de diciembre de 1993) es un futbolista mexicano, juega como delantero y su equipo actual es el Zacatecas de la Liga de Expansión MX.                  

## Trayectoria

### Club Deportivo Irapuato
Formado en las Fuerzas Básicas de la trinca fresera de irapuato, su primer juego fue en el año 2012.
En 2016 fue donde logró varios goles, en ese año y torneo, logró realizar 6 goles en liguilla logrando que el equipo llegara a la final ante Coyotes, pero la perdió, y en el siguiente torneo volvió a llegar a una final ante Coyotes, misma que perdió.

### Celaya Fútbol Club
En el Clausura 2017, estuvo algunos juegos en la banca del Celaya, hasta que finalmente debutó el 15 de abril de 2017, en la jornada 17, donde perdió Celaya ante Juárez.
A mediados de 2018, pasa a formar oficialmente parte del plantel de Celaya.En el Clausura 2017, estuvo algunos juegos en la banca del Celaya, hasta que finalmente debutó el 15 de abril de 2017, en la jornada 17, donde perdió Celaya ante Juárez.

### Club Deportivo Irapuato
Volvería tiempo después al Irapuato para la temporada 2019-20 aunque no lograría destacar como en su primer etapa.

### Tlaxcala Fútbol Club
El 10 de agosto de 2020 se anuncia su incoporación al Tlaxcala Fútbol Club de la Liga de Expansión. Estuvo 6 meses en el equipo tlaxcalteca, pero para el Apertura 2021 no fue registrado. El 19 de junio de 2021 se anuncia su regreso a los Coyotes, donde se volvió uno de los jugadores con más participación. Sin embargo, no siguió con el equipo tlaxcalteca.

### Mineros de Zacatecas
Para el año 2022 llegaría a Mineros.